# Cerkiew św. Mikołaja w Budești
Cerkiew św. Mikołaja – drewniana cerkiew z 1643 r. w Budești w okręgu Marmarosz w północnej Rumunii.
Jedna z ośmiu cerkwi leżących na terenie Marmaroszu, które w 1999 r. zostały wpisane na listę światowego dziedzictwa UNESCO. Świątynia w Budești wyróżnia się swoimi monumentalnymi rozmiarami i nietypowym dla architektury sakralnej Marmaroszu elementem dzwonnicy zwieńczonej hełmem z czterema wieżyczkami na rogach.

## Opis
Cerkiew św. Mikołaja to monumentalna jednonawowa świątynia drewniana (8,47 × 17,70 m), wzniesiona w 1643 r. w miejscu wcześniejszej świątyni w środkowej części Budești.
Wyróżnia się klarowną kompozycją z dzwonnicą nad przednawiem zwieńczoną hełmem i czterema wieżyczkami na rogach – jedyna tego typu w Marmarosz. Wzniesiona na planie prostokąta (przednawie – nawa – ołtarz) z belek dębowych osadzona jest na kamiennej podmurówce. Wejście znajduje się po zachodniej stronie.

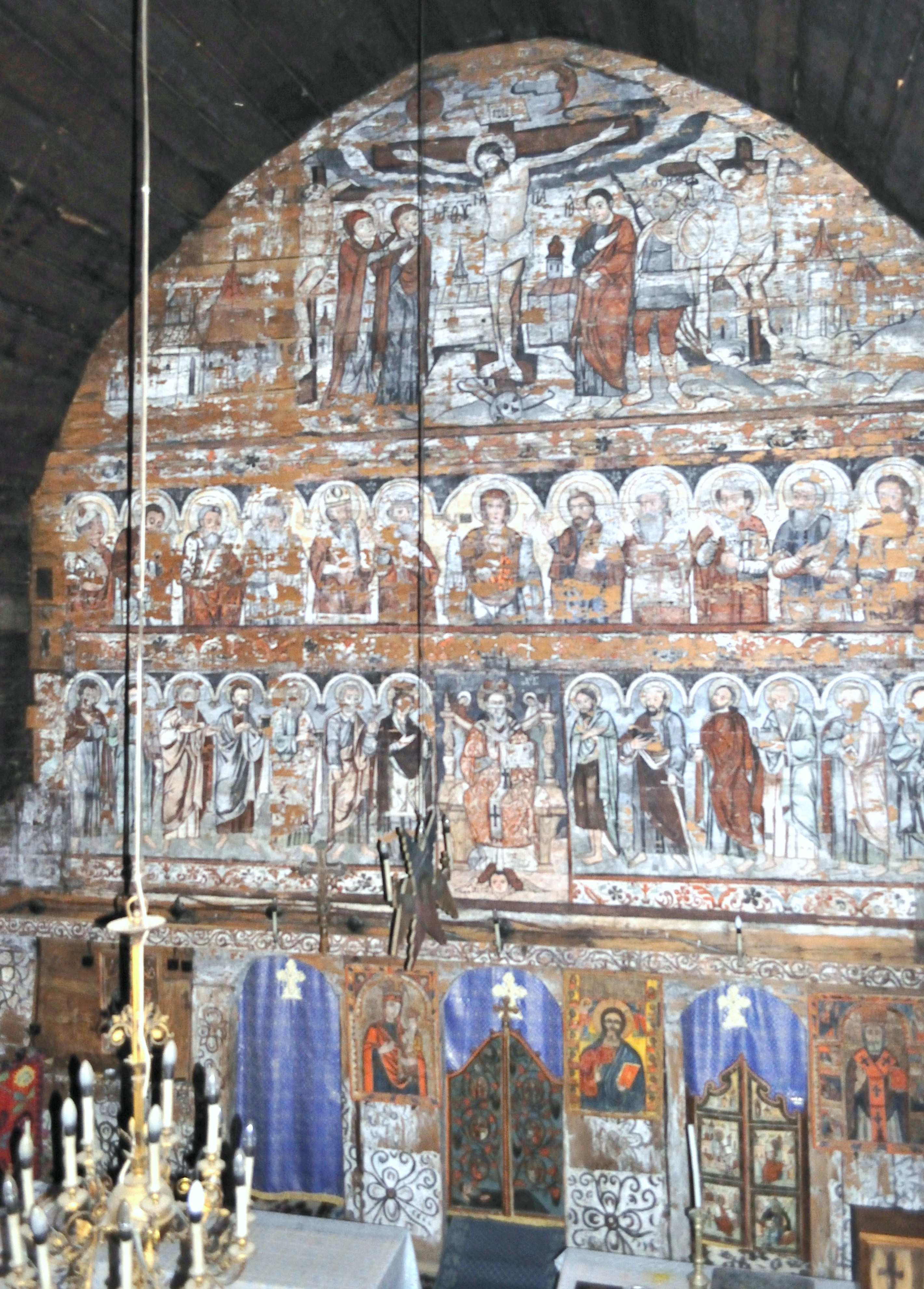
Ikonostas

Kościół zdobią dekoracyjne malowidła ścienne oraz wiele historycznych ikon malowanych na szkle i drewnie, najstarsza ikona pochodzi z XV w. i przedstawia Jana Chrzciciela. Dekoracje malarskie powstały w dwóch etapach i zostały wykonane przez dwóch różnych artystów.
Wnętrza przednawia i nawy zdobią malowidła pędzla Alexandru Ponehalschiego z 1762 r. Na zachodniej i południowej ścianie przednawia ukazano sceny z życia Chrystusa. W nawie zachowały się przedstawienia ze Starego Testamentu, m.in. proroka Eliasza, scen z raju. Ponehalschi wykonał również malowidła ikonostasu i wiele ikon.
Ołtarz główny z 1812 r., autorstwa Ianoșa Oprișa, utrzymany jest w stylu barokowym.
W 1922 r. przeprowadzono remont świątyni, a w 1935 r. wybudowano zakrystię cmentarza otaczającego cerkiew. Świątynia była później kilkukrotnie remontowana.
Cerkiew św. Mikołaja w Budești jest jedną z ośmiu cerkwi leżących na terenie Marmaroszu, które w 1999 r. zostały wpisane na listę światowego dziedzictwa UNESCO.